# Юрчак Віра Гаврилівна
Юрчак Віра Гаврилівна (3 січня 1947, Гайсин, СРСР) — український фахівець у галузі технології макаронних виробів, доктор технічних наук, професор.

## Наукова діяльність
У 1969 році закінчила з відзнакою Київський технологічний інститут харчової промисловості, після чого працювала на Гайсинському хлібокомбінаті на посадах мікробіолога і завідувача лабораторії. Певний час працювала у конструкторському бюро Укрмакаронпрому.
У 1978 році захистила дисертацію на здобуття наукового ступеня кандидата технічних наук, у 1989 році їй було присвоєно вчене звання доцента.
У 2003 році успішно захистила дисертацію на тему «Наукове обґрунтування та розроблення технології макаронних виробів поліпшеної якості та профілактичного призначення шляхом використання нетрадиційної сировини і харчових добавок» на здобуття наукового ступеня доктора технічних наук. Вчене звання професора отримала у 2005 році.
За час роботи в Національному університеті харчових технологій займала посади молодшого наукового співробітника, старшого наукового співробітника, асистента, доцента і професора кафедри технології хлібопекарських і кондитерських виробів.
Коло наукових інтересів охоплює технології макаронних виробів у разі перероблення борошна пониженої якості та створення продуктів оздоровчого призначення.
Підготувала шістьох кандидатів технічних наук.
Автор та співавтор понад 200 наукових праць, близько 30 авторських свідоцтв і патентів України на винаходи, 45 методичних вказівок та методичних рекомендацій; доповідей на конференціях різного рівня як в Україні, так і за кордоном.